# Tường thành Servius
Tường thành Servius  (tiếng Latinh: Murus Servii Tullii; tiếng Ý: Mura Serviane) hay còn gọi là tường thành Servian là một bức tường thành phòng tuyến bao quanh thành La Mã cổ đại được xây dựng vào đầu thế kỷ thứ IV trước Công Nguyên. Tường thành này cao đến 10 mét tại nhiều nơi, rộng 3,6 mét ở phần đáy, dài 11 km và được cho rằng có 16 cổng thành tất cả. Vào thế kỷ thứ III, nó được thay thế bởi một bức tường phía ngoài lớn hơn, tường thành Aurelianus.

## Lịch sử
Tường thành này được đặt tên theo vị vua thứ sáu của Vương quốc La Mã, Servius Tullius. Mặc dù tuyến chu vi của nó có thể có từ thế kỷ thứ VI TCN, bức tường thành hiện đang tồn tại được xây dựng vào thế kỷ thứ IV TCN, trong thời Cộng hòa La Mã, để ứng phó với những vụ cướp bóc Roma sau Trận Allia của quân xứ Gaul do Brennus chỉ huy.

## Xây dựng
Tường thành được xây dựng từ các khối đá tofus (một loại đá làm từ tro và mảnh vụn sau một vụ phun trào núi nửa) được khai thác từ mỏ đá Grotta Oscura gần thành trì người Etrusca cổ là Veii, đối thủ trước đây của Roma, sau khi bị quân La Mã đánh bại vào khoảng những năm 390 TCN. Thêm vào những bức tường đá này, một vài đoạn thành được xây dựng kết hợp với những hố sâu, hay mương, ngay phía trước để tăng thêm độ cao của tường thành một cách hiệu quả trước những cuộc tấn công của quân xâm lược.
Dọc theo một đoạn của vành đai phía bắc tường thành, nơi yếu hơn về mặt địa hình địa thế, là tuyến đê La Mã cổ đại (tiếng Latinh: agger), một đoạn bệ dốc đất phòng thủ được xây sát tường dọc theo bên trong. Điều này khiến tường thành dày lên, và tạo cho những người phòng thủ một căn cứ để giữ vững thành, chiến đấu đẩy lùi bất kỳ đòn tấn công nào. Bức tường cũng được trang bị máy cơ chiến tranh phòng thủ, bao gồm máy bắn đá.

## Sử dụng
Tường thành Servius đáng gờm đến nỗi đẩy lùi quân Hannibal trong Chiến tranh Punic lần thứ hai. Hannibal nổi tiếng đã xâm lược Ý xuyên dãy Alps bằng voi của mình, và đã nghiền nát nhiều đoàn quân La Mã trong những trận đầu của cuộc chiến. Tuy nhiên, vào năm 211 TCN, Hannibal mang quân đội Carthago của mình áp sát thành Roma như là một phần trong kế nghi binh nhử quân La Mã rút khỏi Capua. Khi kế hoạch thất bại, ông ấy bỏ đi, không tiếp cận gần hơn 4,8 dặm tính từ Roma, khi một đội quân La Mã tiến ra khỏi bức tường Servius và thiết trại bên cạnh gần quân của Hannibal. Trong các cuộc nội chiến La Mã, các bức tường Servius liên tục bị tàn phá
Bức tường tiếp tục được bảo trì xuyên suốt thời kỳ Cộng hòa và sau đó là thời Đế quốc. Vào thời bấy giờ, La Mã đã bắt đầu vươn ra bên ngoài tường thành Servius. Sự tổ chức La Mã thành 14 vùng dưới thời Augustus đặt khu vực II, III, IV, VI, VIII, X, và XI nằm bên trong tường Servius, và những vùng còn lại nằm bên ngoài của nó.
Tường Servius trở nên không cần thiết nửa khi Roma được bảo vệ với một quân đội lớn mạnh mở rộng từ trước đến này của nền Cộng hòa và sau là thời Đế quốc. Khi tòa thành tiếp tục tăng trưởng và thịnh vượng, bức tường đã được tháo dỡ trong ba thế kỷ đầu tiên của Đế quốc. Khi các dân tộc German thực hiện thêm các cuộc xâm lược dọc theo biên giới La Mã vào thế kỷ thứ III, hoàng đế Aurelianus đã cho xây dựng tường thành Aurelianus để bảo vệ Roma.

## Ngày nay

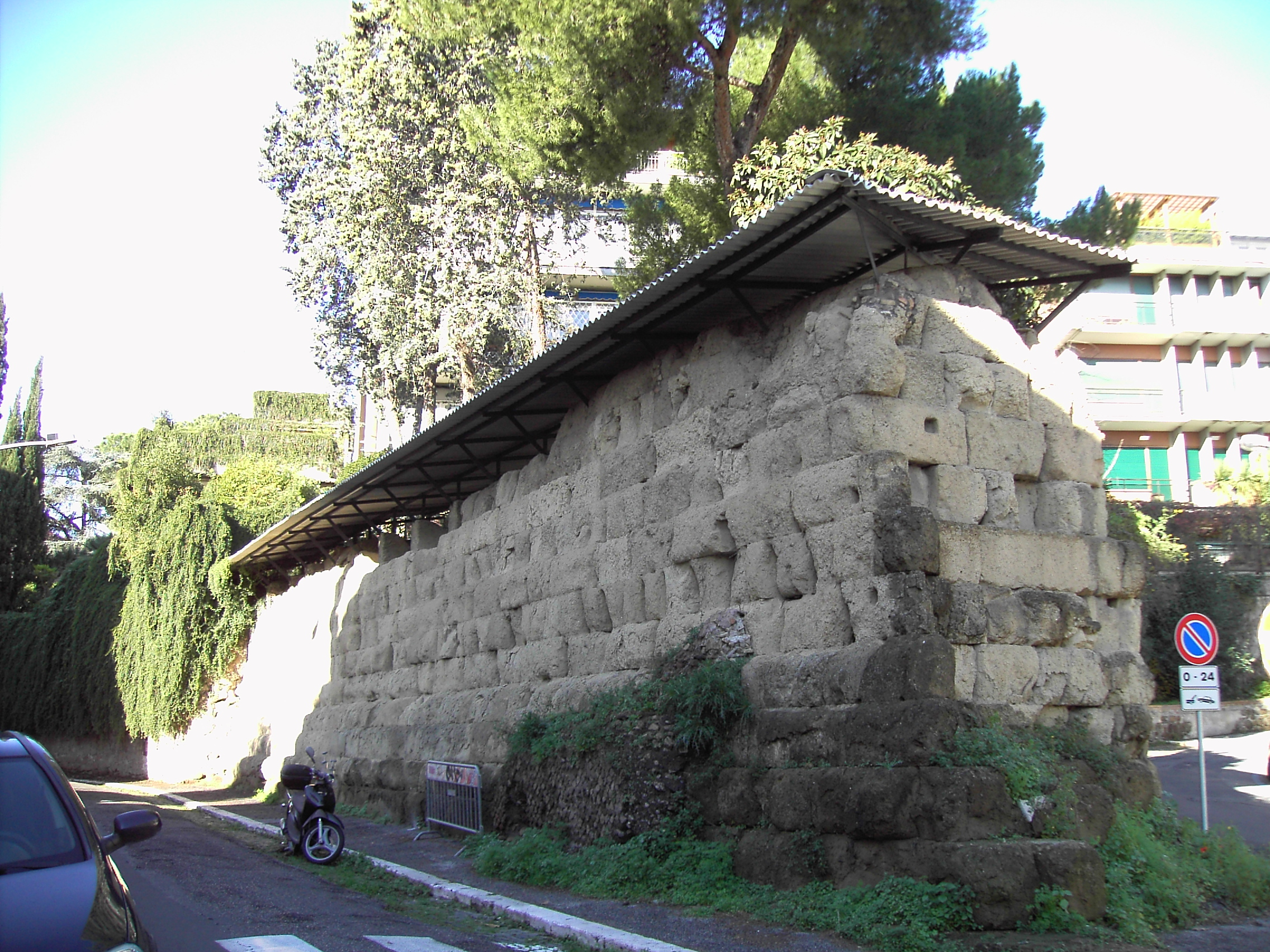
trên đường Sant'Anselmo

Các đoạn tường thành Serivus vẫn có thể được nhìn thấy tại nhiều địa điểm xung quanh thành phố Roma. Phân đoạn lớn nhất được bảo tồn nằm ngay bên ngoài nhà ga Termini trung tâm thành phố (bao gồm cả những đoạn nhỏ phía bên trong quán McDonald's dưới tầng ngầm bên trong nhà ga). Một phân đoạn đáng chú ý khác nằm trên đồi Aventinus kết hợp với khải hoàn môn máy bắn đá có từ thời Cộng hòa.

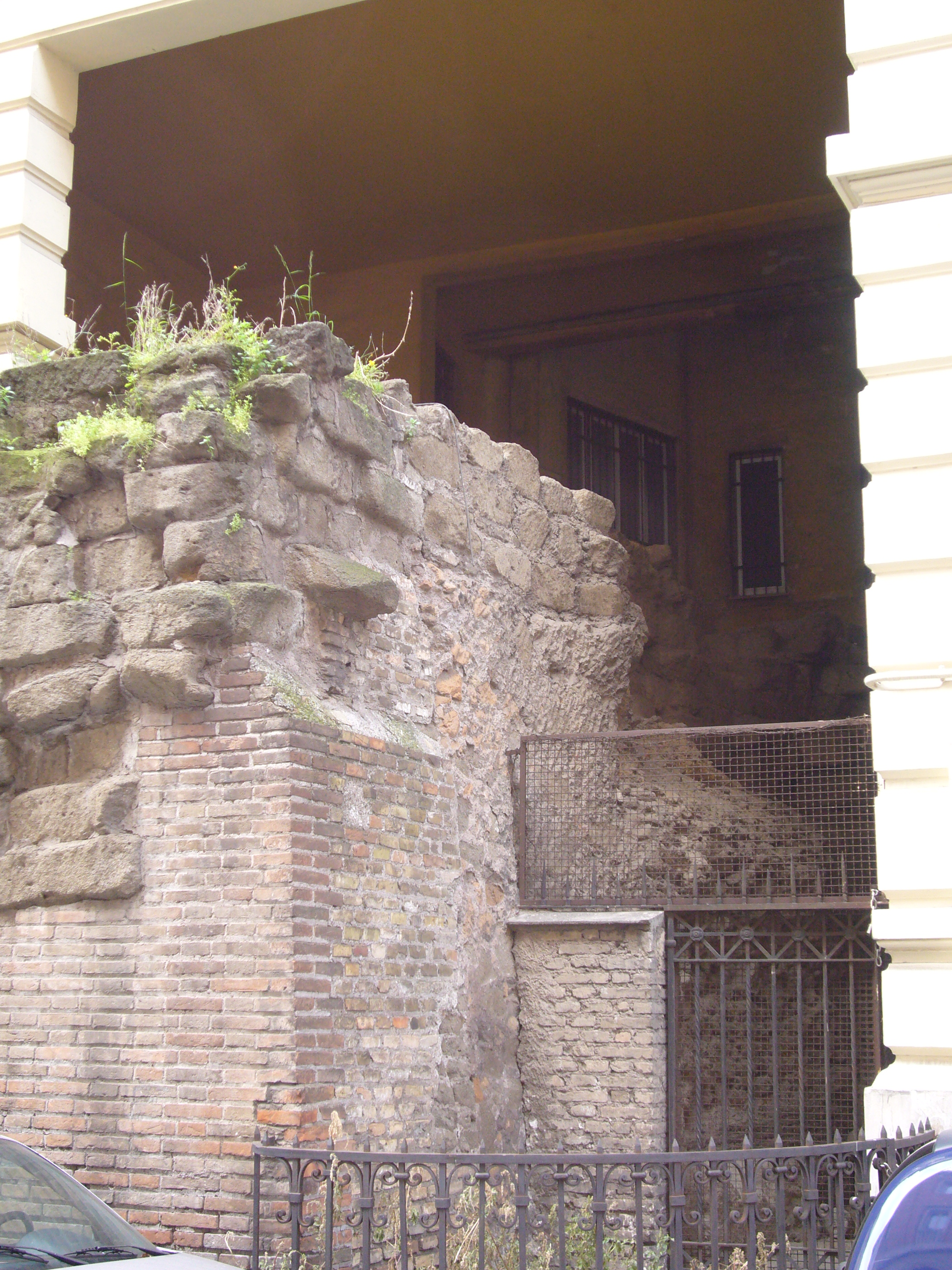
trên đường Salandra

## Cổng thành dọc theo tường thành Servius

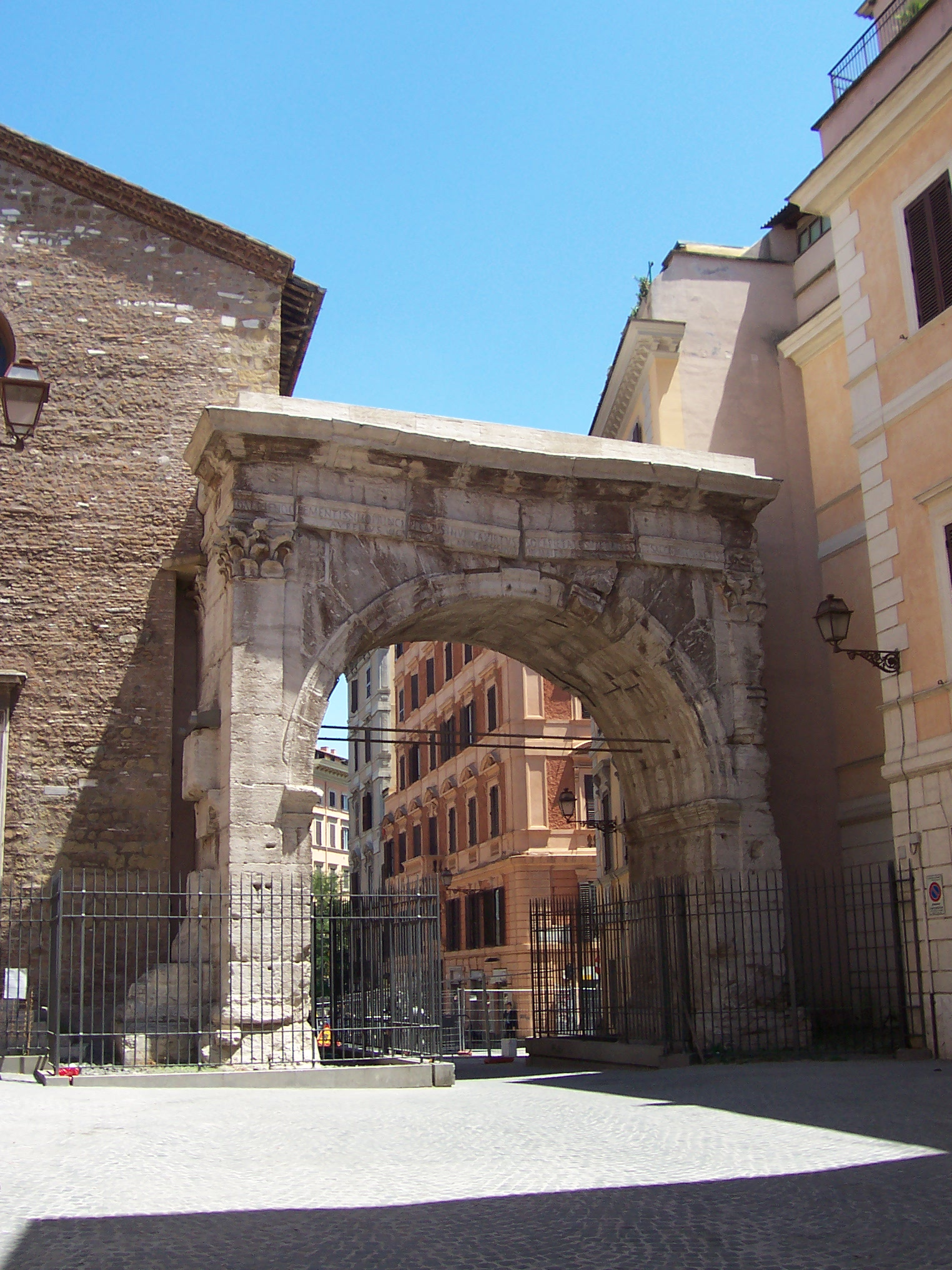
Cổng Esquilina là một trong những cửa vào của tường thành Servius. Vào thời Đế quốc La Mã, nó trở thành khải hoàn môn Gallienus và là nơi bắt đầu của đường Labicana và đường Tiburtina.

Danh sách sau đây liệt kê những cổng thành được cho xây dựng ở bức tường này, theo chiều kim đồng hồ tính từ điểm cực Tây. (Nhiều trong số này chỉ mang tính tham khảo từ các văn bản, nhiều cổng không còn tồn tại nữa.)
- Cổng Flumentana – đây là cổng thành nơi mà từ đường Aurelia vào Roma sau khi băng qua sông Tevere.
- Cổng Carmentalis – điểm tây của đồi Capitolinus.
- Cổng Fontinalis – dẫn từ điểm bắc của Capitolinus đến Quảng trường Martius dọc theo đường Lata.
- Cổng Sanqualis – trên đồi Quirinalis.
- Cổng Salutaris – trên đồi Quirinalis.
- Cổng Quirinalis – trên đồi Quirinalis.
- Cổng Collina – cổng mũi bắc, trên đồi Quirinalis, dẫn tới đường Salaria. Hannibal cắm trại quân đội của mình trong tầm ngắm của cánh cổng này khi ông xem xét vây hãm Roma vào năm 211 TCN. Phần này được củng cố thêm với các đê La Mã.
- Cổng Viminalis – (còn tồn tại) trên đồi Viminalis. Nó nằm gần đoạn tường thành phía bên ngoài của nhà ga Termini.
- Cổng Esquilina – (còn tồn tại) nằm trên đồi Esquilinus vẫn có thể được nhìn thấy, cùng với khải hoàn môn của hoàng đế Gallienus. Nó dẫn đến đường Labicana, đường Praenestina và đường Tiburtina.
- Cổng Querquetulana – cổng dẫn đến đường Tusculana.
- Cổng Caelimontana – (còn tồn tại) cổng này có lẽ được bảo tồn phía trong Khải hoàn môn Dolabella và Silanus, được tái xây dựng từ một cổng thành có dẵn trong năm 10 bởi hai cố vấn đại thần Dolabella và Silanus.
- Cổng Capena – cổng này thông ra đường Appia rời Roma để đến vùng phía nam của Ý sau khi chia cắt với đường Latina.
- Cổng Naevia – cổng trên đồi Aventinus dẫn tới đường Ardeatina.
- Cổng Raudusculana – hướng về phía nam dọc theo sông Tevere với đường Ostiensis. Gần đó, trên tuyến đại lộ Aventino hiện đại, có thể tìm thấy một phần của tường kết hợp với mái vòm có máy bắn đá.
- Cổng Lavernalis – nhập cùng với đường Ostiensis.
- Cổng Trigemina – cổng bộ ba này gần Công trường Boarium cũng dẫn đến đường Ostiensis.